# 大谷地村
大谷地村（おおやちむら）は、1955年（昭和30年）まで宮城県桃生郡北東部にあった村。現在の石巻市小船越・飯野にあたる。

## 地理
- 河川：北上川、旧北上川、追波川

## 沿革
- 1889年（明治22年）4月1日 - 町村制施行にともない、小船越村と飯野村が合併して大谷地村が発足。
- 1955年（昭和30年）3月21日 - 飯野川町・大川村・二俣村と合併し、河北町となる。

## 行政
- 歴代村長

| 代      | 氏名         | 就任                       | 退任                       | 備考 |
| ------- | ------------ | -------------------------- | -------------------------- | ---- |
| 1       | 武山松五郎   | 1889年（明治22年）4月1日   | 1892年（明治25年）8月10日  |      |
| 2 - 3   | 牧野与左ェ門 | 1892年（明治25年）9月28日  | 1899年（明治32年）6月30日  |      |
| 4       | 山内千代助   | 1900年（明治33年）2月17日  | 1903年（明治36年）3月26日  |      |
| 5 - 6   | 及川金治     | 1903年（明治36年）5月17日  | 1908年（明治41年）8月1日   |      |
| 7       | 虎石頼常     | 1908年（明治41年）11月23日 | 1910年（明治43年）11月29日 |      |
| 8       | 及川金治     | 1910年（明治43年）12月18日 | 1914年（大正3年）12月24日  | 再任 |
| 9       | 虎石頼常     | 1915年（大正4年）1月17日   | 1919年（大正8年）1月11日   | 再任 |
| 10      | 高橋吉三郎   | 1919年（大正8年）8月16日   | 1923年（大正12年）8月12日  |      |
| 11      | 高城畊造     | 1924年（大正13年）3月8日   | 1927年（昭和2年）9月5日    |      |
| 12 - 14 | 武山貞祐     | 1927年（昭和2年）10月25日  | 1939年（昭和14年）10月24日 |      |
| 15      | 宮川兼蔵     | 1939年（昭和14年）10月25日 | 1943年（昭和18年）5月14日  |      |
| 16      | 武山嘉七     | 1943年（昭和18年）7月26日  | 1947年（昭和22年）11月30日 |      |
| 17      | 伊藤泰       | 1946年（昭和22年）4月16日  | 1949年（昭和24年）3月4日   |      |
| 18      | 宇都宮良策   | 1949年（昭和24年）4月18日  | 1951年（昭和26年）3月31日  |      |
| 19      | 末永操       | 1951年（昭和26年）5月17日  | 1953年（昭和28年）10月16日 |      |
| 20      | 太田昱       | 1953年（昭和28年）11月2日  | 1955年（昭和30年）3月20日  |      |